# Semafor 2
Semafor 2 je kompilační album zaměřené na autorskou spolupráci zakladatelů divadla Semafor Jiřího Suchého a Jiřího Šlitra. Vyšlo pouze jako vývozní album, proto obsahuje některé písně nazpívané i v německém či anglickém jazyce. Společnost Supraphon desku vydala v roce 1965 pod katalogovým číslem SUA 13658.

## Okolnosti vzniku alba
LP deska volně navazovala na první vývozní album písní Suchého a Šlitra z roku 1963 (Pocket Size Theatre Semafor in Prague), proto dostala do názvu pořadové číslo "2", ačkoliv se chronologicky nejednalo o druhé album složené ze semaforských písní. Stejně jako předchozí kompilace obsahovalo několik orchestrálních melodií Ferdinanda Havlíka, ale především písně S+Š z divadelních her, které nazpívali Jiří Suchý, Jiří Šlitr, Karel Gott, Hana Hegerová, Eva Pilarová, Pavlína Filipovská a další hvězdy Semaforu. Dvě ze známých písní, "Motýl" a "Zčervená" byly na albu v německy zpívaných variantách jako "Der letzte Schmetterling" a "Daß sie erröten kann", jak je členové divadla zpívali během zájezdů do západního i východního Německa v programu nazvaném "Susanna ist allein zu Hause". Hana Hegerová zde navíc v angličtině zpívala píseň "Oh Daddy!" z repertoáru americké zpěvačky Bessie Smith.

## Vydání alba
Gramofonové album Semafor 2 vyšlo v roce 1965 v obale od výtvarníka Jana Turnovského s vloženou přílohou s fotografiemi ze semaforských her od Kristiána Hynka. Tituly písní a etikety byly v angličtině, německy zpívané i v němčině, pro Sovětský svaz byly na desky lepeny odlišné etikety vytištěné v azbuce. Desce je přiřazeno i katalogové číslo pro domácí vydání (Supraphon DV 10179), ale tato verze pravděpodobně nebyla vyrobena.

## Seznam skladeb
| Strana 1 | Strana 1                         | Strana 1                              | Strana 1                        | Strana 1 |
| Pořadí   | Název                            | Autor                                 | Zpěv                            | Délka    |
| -------- | -------------------------------- | ------------------------------------- | ------------------------------- | -------- |
| 1.       | Na dovolenou                     | Ferdinand Havlík                      | Vokální sbor                    | 3:00     |
| 2.       | Der letzte Schmetterling (Motýl) | Jiří Šlitr, Jiří Suchý, Jan Koplowitz | Jiří Jelínek, Jana Malknechtová | 3:50     |
| 3.       | Blues o stabilitě                | Jiří Šlitr, Jiří Suchý                | Jiří Suchý                      | 2:49     |
| 4.       | Zase bossa nova                  | Ferdinand Havlík                      | Vokální sbor                    | 3:01     |
| 5.       | Pro Kiki                         | Jiří Šlitr, Jiří Suchý                | Hana Hegerová                   | 2:43     |
| 6.       | Klokočí                          | Jiří Šlitr                            | orchestrální skladba            | 1:58     |
| 7.       | Oči sněhem zaváté                | Jiří Šlitr, Jiří Suchý                | Karel Gott                      | 4:41     |

| Strana 2 | Strana 2                        | Strana 2                                  | Strana 2               | Strana 2 |
| Pořadí   | Název                           | Autor                                     | Zpěv                   | Délka    |
| -------- | ------------------------------- | ----------------------------------------- | ---------------------- | -------- |
| 8.       | Daß sie erröten kann (Zčervená) | Jiří Šlitr, Jiří Suchý, Jan Koplowitz     | Jiří Jelínek           | 3:00     |
| 9.       | Proč se lidi nemaj’ rádi        | Jiří Šlitr, Jiří Suchý                    | Pavlína Filipovská     | 2:48     |
| 10.      | Madison pro Zuzanu              | Ferdinand Havlík                          | orchestrální skladba   | 3:21     |
| 11.      | Honky tonky blues               | Jiří Šlitr, Jiří Suchý                    | Jiří Suchý             | 3:01     |
| 12.      | Želví blues                     | Jiří Šlitr, Jiří Suchý                    | Eva Pilarová           | 3:12     |
| 13.      | Tu krásu nelze popsat slovy     | Jiří Šlitr, Jiří Suchý                    | Jiří Suchý, Jiří Šlitr | 2:56     |
| 14.      | Oh, Daddy! (Oh, Daddy Blues)    | William Russell, Edward Sebastian Herbert | Hana Hegerová          | 2:54     |
| 15.      | Vyvěste fangle                  | Jiří Šlitr, Jiří Suchý                    | Jiří Suchý             | 1:57     |

## Hudební doprovod
- Ferdinand Havlík s orchestrem (1, 3, 4, 9, 10, 12, 13, 15)
- Taneční orchestr Československého rozhlasu, řídí Josef Vobruba (2, 7, 8, 11)
- Studijní skupina tradičního jazzu (5, 14)
- Trio Milana Dvořáka (6)
- Sbor Lubomíra Pánka (7)
- Vokální sbor (1, 3, 4, 8, 11, 15)